# ۵۵ خرچنگ دی
۵۵ خرچنگ دی (انگلیسی: 55 Cancri d) (به اختصار 55 Cnc d)، با نام رسمی Lipperhey /ˈlɪpərhi:/، یک سیاره فراخورشیدی است که در مداری طولانی به دور ستاره خورشیدسان ۵۵ خرچنگ در گردش است. این سیاره در فاصله‌ای مشابه از ستارهٔ خود که مشتری از ستاره خود است، قرار دارد. خورشید، پنجمین و بیرونی‌ترین سیاره شناخته شده در سامانه سیاره‌ای خود است. سیارهٔ ۵۵ خرچنگ دی در ۱۳ ژوئن ۲۰۰۲ کشف شد.

## ویژگی‌ها
با توجه به جرم بالای سیاره، ۵۵ خرچنگ دی یک غول گازی بدون داشتن سطح جامد است. از آنجایی که سیاره فقط به صورت غیر مستقیم شناسایی شده است، پارامترهایی مانند شعاع، ترکیب و دمای آن هنوز ناشناخته هستند.
با پذیرفتن فرض وجود ترکیبی مشابه با مشتری و نزدیک بودن جو سیاره به تعادل شیمیایی، پیش‌بینی می‌شود که ۵۵ خرچنگ دی در لایه‌ای از ابرهای با منشأ آبی پوشانده شده است: گرمای داخلی سیاره احتمالاً آن را بیش از حد گرم نگه می‌دارد که بتواند ابرهای آمونیاکی را تشکیل دهد؛ ابرهایی که نمونه مشتری هستند. گرانش سطحی آن احتمالاً حدود ۴ تا ۵ برابر قوی‌تر از مشتری یا حدود ۱۰ تا ۱۵ برابر زمین است که به این دلیل است که بعید است شعاع سیاره بسیار بیشتر از شعاع مشتری باشد و احتمالاً کمی کوچکتر از مشتری است؛ محتوای بالای فلز در ستاره مادر.